# Gürzenich

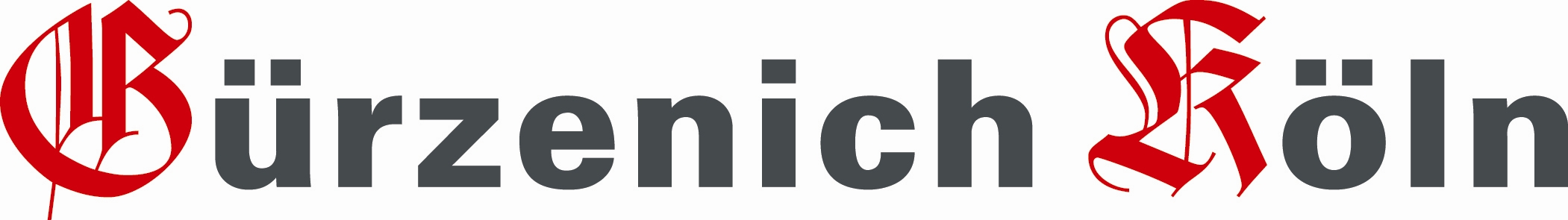
logo

Gürzenich est un bâtiment situé dans le centre de la vieille ville de Cologne. Son nom provient de la famille patricienne de Gürzenich, propriétaire du terrain sur lequel l'édifice laïc du XVe siècle a été construit. Depuis le début du XIXe siècle, le complexe de bâtiments est utilisé pour des concerts, des congrès et des événements sociaux et culturels. 

## Espaces et capacités
- Grand Hall : 903 m2, pour 780 à 1 338 personnes ;
- Petite salle : 575 m2, pour 400 à 490 personnes ;
- Isabella Hall : 211 m2, pour 190 à 250 personnes ;
- Marsiliussaal[1] : 303 m2, pour 230 à 266 personnes ;
- Cave à vin : 390 m2, pour 220 à 350 personnes ;
- Salle du Conseil : 141 m2, pour 110 à 150 personnes ;
- Foyer du rez-de-chaussée : 690 m2 ;
- Saalfoyer : 440 m2 ;
- Gastronomie : jusqu'à 3 000 personnes.

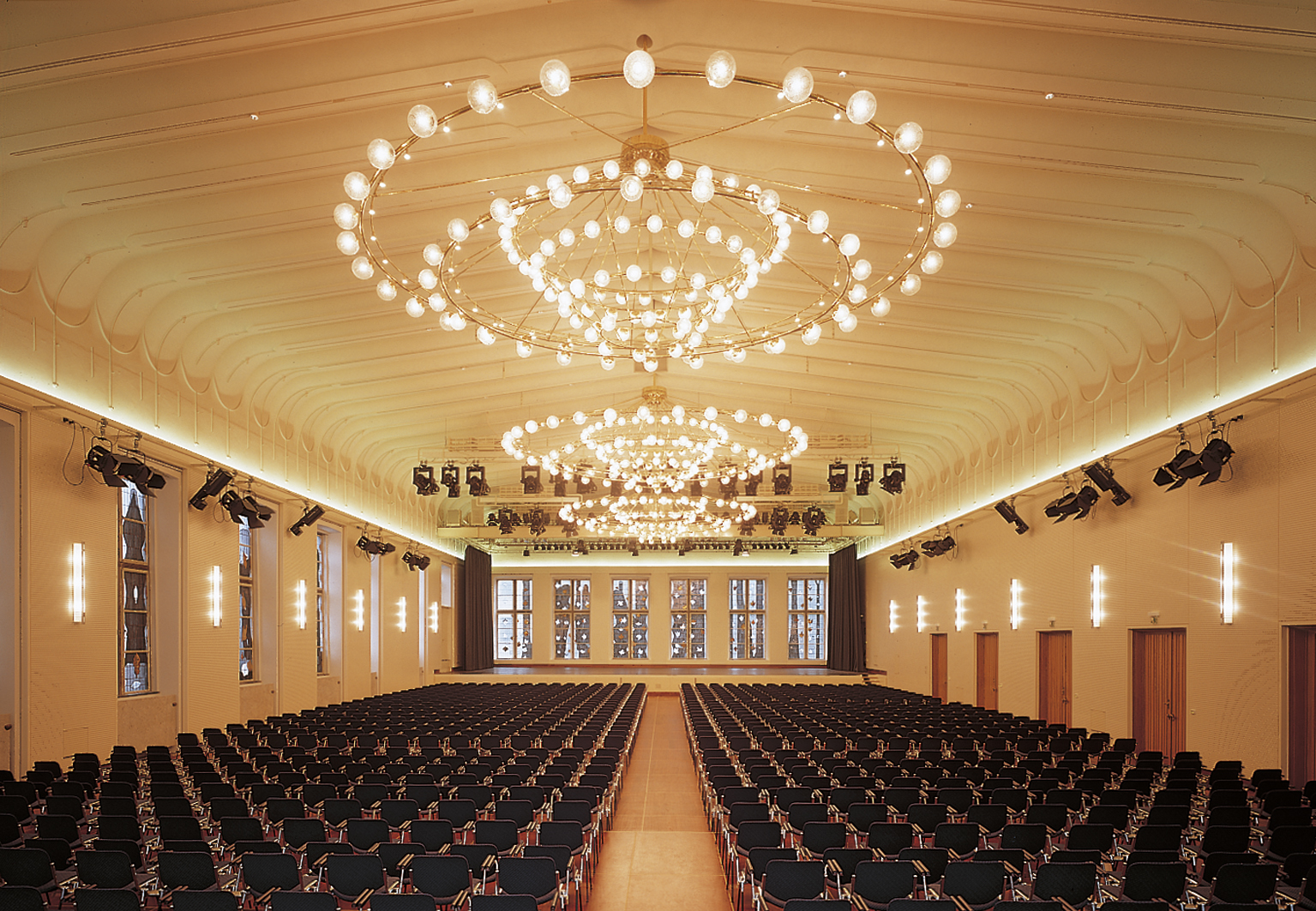
Grande salle
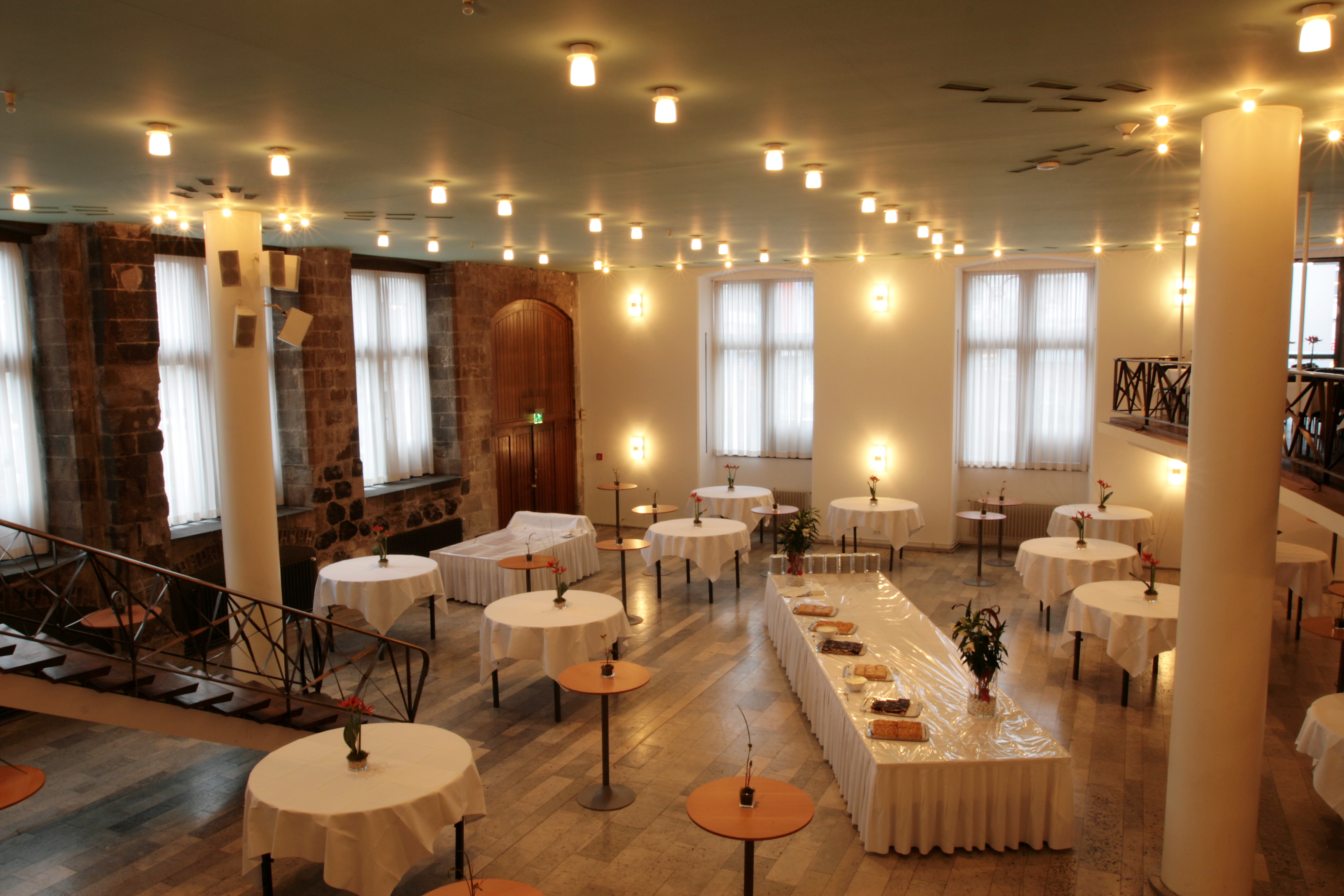
Marsiliussaal
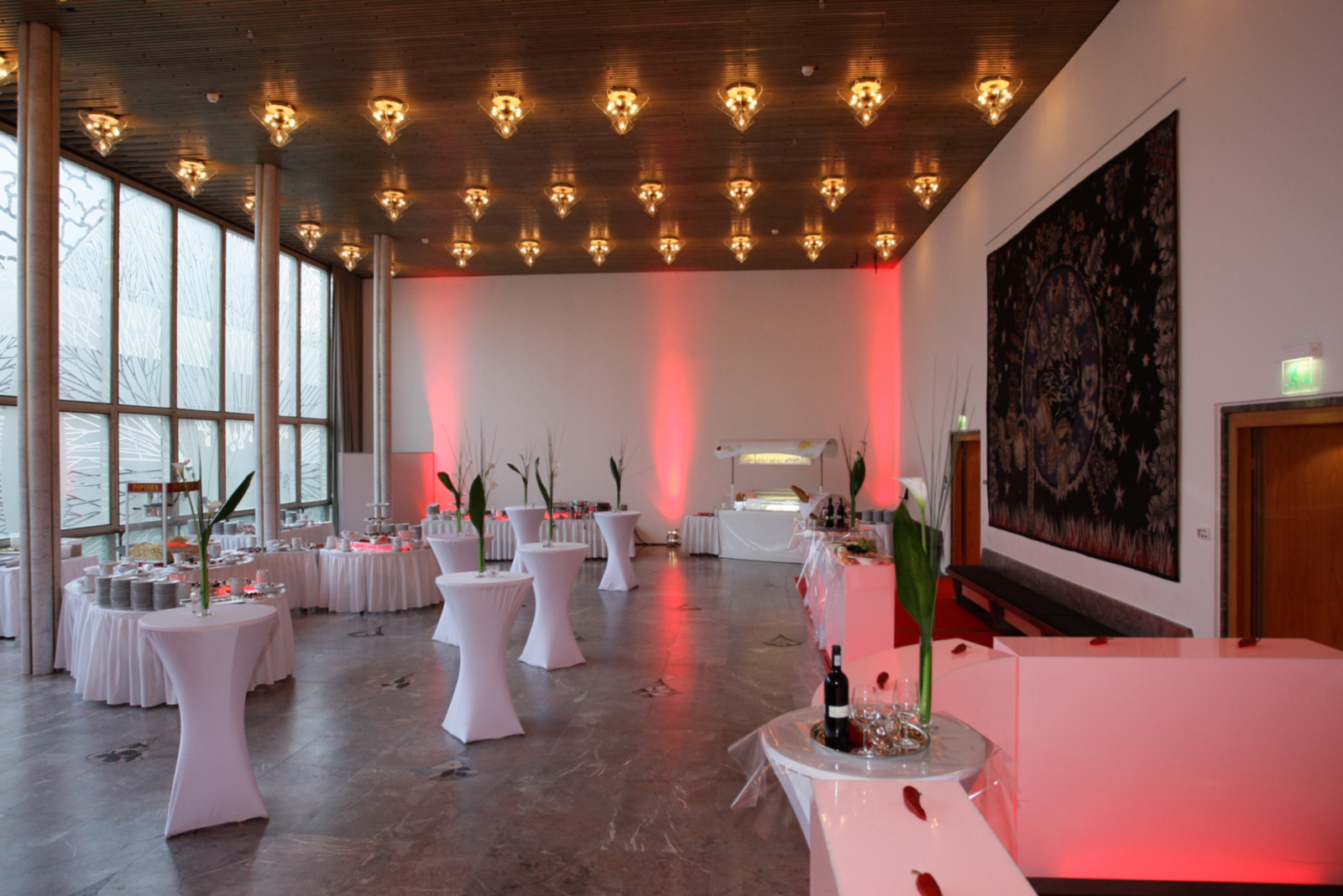
Isabel Hall, nommé d'après Isabelle d'Angleterre